# Лекорню, Патрис
Патри́с Лекорню (фр. Patrice Lecornu; 24 марта 1958, Флер, Орн — 2 октября 2023, Кормей-ан-Паризи, Валь-д’Уаз) — французский футболист и футбольный тренер, играл на позиции атакующего полузащитника и нападающего.

## Биография

### Клубная карьера
Лекорню в возрасте 15 лет присоединился к клубу «ПТТ Кан», команду в те годы выступавшую в Третьем дивизионе.
В 1976 году перешёл в «Ред Стар», в составе которого отыграл два сезона и сыграл в Лиге 2 58 матчей и забил 15 голов. В 1978 году перешёл в «Анже», за который дебютировал в Лиге 1 28 июля 1978 года в матче против «Нанси» — «Анже» выиграл ту встречу со счётом 2:1. В составе «Анже» Лекорню отыграл три сезона, сыграл 98 матчей и забил 12 голов.
В 1981 году перешёл в «Нант», в составе которого сыграл 18 матчей и забил 1 гол. Во время периода карьеры за «канареек» он получил серьезное растяжение колена. После восстановления Лекорню стал жертвой ДТП — его сбила машина, когда он возвращался в родной дом в Сен-Клер-де-Алузе. Полученная травма колена испортила его дальнейшую карьеру и он не смог вернуться на прежний уровень. Завершил карьеру в клубе «Ред Стар» в возрасте 27 лет.

### Карьера в сборной
Дебютировал в сборной Франции 10 октября 1979 года в товарищеском матче со сборной США — Франция выиграла ту встречу со счётом 3:0. Всего за сборную Франции сыграл 3 матча и не отметился забитыми мячами.

### Тренерская карьера
С 1989 по 1990 год работал главным тренером «Ред Стар». Он работал в системе клуба и возглавлял резервную команду.
С 2000 по 2005 год работал в системе ПСЖ в качестве директора тренировочного центра.

### Смерть
Скончался 3 октября 2023 года в возрасте 65 лет после непродолжительной болезни.